# Icon (Billy Ray Cyrus)
Icon è un album di raccolta del cantante statunitense Billy Ray Cyrus, pubblicato nel 2011.

## Tracce
1. Achy Breaky Heart
2. She's Not Cryin' Anymore
3. Wher'm I Gonna Live?
4. In the Heart of a Woman
5. Three Little Words
6. Could've Been Me
7. Storm in the Heartland
8. Somebody New
9. Harper Valley P.T.A.
10. Words By Heart
11. Truth Is, I Lied
12. Some Gave All